# دیو اسمیت (بازیکن فوتبال، زاده ۱۹۵۰)
دیو اسمیت (انگلیسی: Dave Smith؛ زادهٔ ۱۱ دسامبر ۱۹۵۰) بازیکن فوتبال اهل بریتانیا است.
از باشگاه‌هایی که در آن بازی کرده‌است می‌توان به باشگاه فوتبال استوک‌پورت کانتی، باشگاه فوتبال هادرزفیلد تاون، باشگاه فوتبال هارتل پول یونایتد، باشگاه فوتبال گیتزهد و باشگاه فوتبال کمبریج یونایتد اشاره کرد.